# Eois brunneicosta
Eois brunneicosta är en fjärilsart som beskrevs av Paul Dognin 1916. Eois brunneicosta ingår i släktet Eois och familjen mätare. Inga underarter finns listade i Catalogue of Life.